# 岡崎愛子
岡崎 愛子（おかざき あいこ、1986年1月10日 - ）は、大阪府出身の車椅子アーチェリー選手（W1クラス）。同志社女子中学校・高等学校、同志社大学商学部卒業。

## 経歴
1986年大阪府池田市出身。同志社大学在学中に、2005年4月25日のJR福知山線脱線事故で、1両目で首から下が麻痺（頸髄損傷）する重傷を負った。肺挫傷による肺炎で呼吸困難に陥り死を覚悟したが、入院から377日後に退院。2008年に卒業後、ソニーに就職。2013年頃からアーチェリーに取り組むようになる。2019年6月、オランダで行われたパラアーチェリー世界選手権男女ミックス戦（W1）で3位となったことで、2020年東京パラリンピックへの出場枠を獲得した。

## 主な戦績
2019年
- 第43回のじぎく杯アーチェリー大会（W1女子2位）[1]
- パラアーチェリー世界選手権（スヘルトーヘンボス、オランダ）（W1女子9位、W1ミックス3位）[1]
- 第29回交流アーチェリー大会（埼玉県さいたま市）（W1女子1位）[7]

2020年
- パラアーチェリー世界ランキングトーナメント（ドバイ、アラブ首長国連邦）（W1女子1位）